# León Cappa Béjar
León Cappa Béjar (Melilla, 1814-Madrid, 19 de abril de 1896) fue un militar, ingeniero y político español del siglo XIX, conocido por su promoción del ferrocarril y la industria en Zaragoza y la provincia de Teruel.

## Biografía
Fue hijo del gobernador de Melilla Luis Cappa Rioseco y hermano del militar Luis Cappa Béjar. León fue también oficial, alcanzando el rango de coronel y siendo considerado cercano a la reina Isabel II de España.
Desde 1857 se interesó por las nacientes tecnologías de la Revolución Industrial, como el uso del carbón y el ferrocarril. En emulación de la industria inglesa fue promotor del desarrollo de las explotaciones mineras en las cuencas carboníferas turolenses. Las estimaciones de Cappa apuntaban a que se podía producir carbón en la zona de Utrillas con un coste de 4 pesetas/kg. Para exportar la producción de estas logró la concesión de la línea de ferrocarril Gargallo-Escatrón, la primera concesión ferroviaria en la provincia de Teruel, con la que planeó conectar la potencial zona minera con el Ebro, que desde 1852 se buscaba canalizar para mejorar su navegabilidad. Cappa propuso un depósito en San Carlos de la Rápita como culminación de estos proyectos. También constituyó la Sociedad Príncipe de Asturias para explotar minas de carbón en Gargallo.
En 1860 fue nombrado alcalde de Samper de Calanda, donde se había asentado en los años previos. De su alcaldía se recuerda la edificación de la plaza de Santo Domingo, donde se erigió un palacio y donde planteó un espacio para la conexión ferroviaria de la localidad. Otros hitos de su alcaldía fue el establecimiento del alumbrado público en 1862, la construcción del actual edificio del ayuntamiento así como de las calles del Molino y de la Cárcel, que racionalizaron el urbanismo de la localidad urbanizando el antiguo foso del castillo medieval. Se le consideraba un hombre moderno en la época, que trajo expectativas de un nuevo futuro a la localidad. Ello le ganó sin embargo roces con otras facciones de la zona más tradicionalistas como la Casa de Híjar, visibles en sus choques por los proyectos de un pantano en Escuriza que asegurara el regadío en la comarca. Otras iniciativas de Cappa fueron menos exitosas y el proyecto de restaurar la iglesia parroquial de Samper, dañada por la guerra de la Independencia y las guerras carlistas, fue bloqueado por su elevado coste. Tampoco logró sus propósitos de elevar aguas para extender el agua corriente a los hogares de la localidad. Su alcaldía terminó en 1864.
En paralelo continuó sus proyectos ferroviarios. En 1862 recibió la concesión para el tramo Escatrón-Zaragoza, y mandó erigir la Estación de Zaragoza-Cappa (posteriormente llamada de Utrillas) en la ciudad maña. En 1865 fue elegido diputado a Cortes por el distrito electoral de Zaragoza. Cappa logró también en 1866 los permisos de la línea Val de Zafán-San Carlos de la Rápita, continuando con sus proyectos para una conexión al mar. Las obras del ferrocarril supusieron un revulsivo para la vida económica y social de la zona. Se le atribuyen igualmente ideas precursoras sobre el aprovechamiento de la energía eólica del cierzo para la molienda.
La Revolución Gloriosa de 1868 terminó con el gobierno de Isabel II, haciéndole caer en desgracia como a otros diputados monárquicos conservadores. Fue sin embargo elegido diputado por el distrito de Valderrobles en 1872 durante el reinado de Amadeo I de España. La pérdida de sus contactos políticos ralentizó las obras de sus proyectos, acumulándose retrasos e impagos que dañaron gravemente la economía local. Su gestión económica nunca se había caracterizado por la prudencia e incluso ha llegado a ser tildado de falto de escrúpulos. En 1876 fue condenado por estafa, aunque posteriormente fue indultado.
Hacia 1880 empezó su decadencia, siéndole embargadas propiedades por deudas con el ayuntamiento y transfiriendo sus concesiones ferroviarias a la Compañía de los ferrocarriles de Tarragona a Barcelona y Francia. Su gestión del ayuntamiento terminó igualmente en deudas y con acusaciones por parte de la Diputación Provincial de Teruel sobre irregularidades en la gestión.

## Legado
Fue nombrado hijo predilecto de Samper de Calanda en 1994 en celebración del centenario de la llegada del tren a la localidad.